# Stein von Latheron

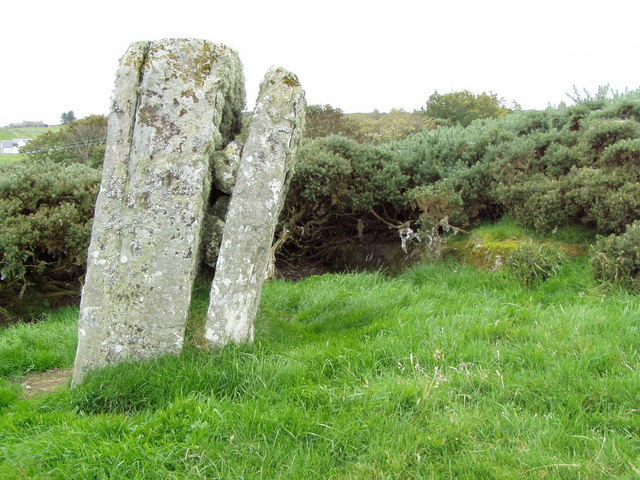
Stein von Latheron

Der Stein von Latheron ist ein oben abgebrochener Kreuzstein mit einer Ogham-Inschrift in piktischer Sprache. Er wurde 1903 an der Innenwand einer Scheune nahe der Ortschaft Latheron in der schottischen Grafschaft Caithness, die heute Teil der Council Area Highland ist.
Die oben und unten verkürzte, etwa 90 cm hohe, rechteckige Platte aus Sandstein zeigt auf der oberen Seite zwei rechteckige Figuren in Relief mit einer Doppelspirale und Flechtmustern. Im unteren Teil sind ein Vogel, ein Fisch und zwei Reiter eingeschnitten. Die linke Seite zeigt über die gesamte Länge des Steins eine, aufgrund des Bruchs aber wahrscheinlich unvollständige, Reihe von Ogham-Zeichen in der Buchstabenfolge DUNNODNNAT MAQQ NETO. Er ist bedeutend, weil es nur 31 weitere, meist sehr kurze Inschriften in der noch immer unverständlichen piktischen Sprache gibt. Er wurde dem National Museum of Antiquities of Scotland (NMAS) im Jahre 1905 von Sir Francis Tress Barry (1825–1907) übereignet.
In der Nähe befindet sich die u-förmige Steinsetzung Achavanich.